# Ріос Олексій Мануелевич
Олексій Ріос (біл. Аляксей Мануэлевіч Рыас, ісп. AAlyaksey Ryas; нар. 14 травня 1987, Мінськ) — білоруський футболіст перуанського походження, півзахисник клубу БАТЕ. Виступав, зокрема, за клуб «Шахтар» (Солігорськ), а також національну збірну Білорусі. Дворазовий чемпіон Білорусі. 

## Клубна кар'єра
Футболом розпочав займатися в Мінську, але перешим професіональним клубом став солігорский «Шахтар», за який виступав з 2005 року. З 2007 року почав залучатися до основного складу, зазвичай спочатку виходив на заміну, а з 2011 року став стабільно з'являтися в стартовому складі. У «Шахтарі» грав на позиції флангового (лівого або правого) півзахисника, де чергувався з Сергієм Балановичем і Павлом Сітко.
У грудня 2013 року продовжив контракт з гірниками. У сезоні 2014 року продовжував стабільно грати в основі, зазвичай на позиції лівого півзахисника, але іноді опускався на позицію захисника.
В грудні 2014 року перейшов у борисовський БАТЕ. Сезон 2015 року розпочав, виходячи на заміну, пізніше став з'являтися і в стартовому складі. Початок сезону 2016 року пропустив через травму, після відновлення став виходити на заміну, а в липні 2016 року закріпився в стартовому складі борисовчан. Встиг відіграти за команду з Борисова 56 матчів в національному чемпіонаті.

## Виступи за збірну
На початку 2016 року інтерес до Ріоса стали проявляти функціонери національної збірної Перу, але півзахисник так і не зіграв за південноамериканську команду. 31 серпня 2016 дебютував у національній збірній Білорусі в товариському матчі проти Норвегії (1:0).

## Особисте життя
Батько - перуанець, мати - білоруска (тому Олексій має подвійне громадянство). Має родичів у Перу. Має рідного брата. Одружений.

## Титули й досягнення
Шахтар (Солігорськ)
- Білоруська футбольна вища ліга
  -  Срібний призер (3): 2010, 2011, 2012, 2013
  -  Бронзовий призер (3): 2006, 2007, 2014

- Кубок Білорусі
  -  Володар (1): 2013/14

БАТЕ
- Білоруська футбольна вища ліга
  -  Чемпіон (4): 2015, 2016, 2017, 2018

- Кубок Білорусі
  -  Володар (1): 2014/15

- Суперкубок Білорусі
  -  Володар (3): 2015, 2016, 2017

- У списку 22 найкращих футболістів чемпіонату Білорусі: 2016

## Статистика виступів

### Клубна
| Сезон | Дивізіон | Клуб                  | Країна   | Матчі | Голи |
| ----- | -------- | --------------------- | -------- | ----- | ---- |
| 2005  | дубль    | «Шахтар» (Солігорськ) | Білорусь | 26    | 1    |
| 2006  | Д1       | «Шахтар» (Солігорськ) | Білорусь | 1     | 0    |
| 2007  | Д1       | «Шахтар» (Солігорськ) | Білорусь | 20    | 1    |
| 2008  | Д1       | «Шахтар» (Солігорськ) | Білорусь | 19    | 2    |
| 2009  | Д1       | «Шахтар» (Солігорськ) | Білорусь | 14    | 1    |
| 2010  | Д1       | «Шахтар» (Солігорськ) | Білорусь | 26    | 4    |
| 2011  | Д1       | «Шахтар» (Солігорськ) | Білорусь | 22    | 2    |
| 2012  | Д1       | «Шахтар» (Солігорськ) | Білорусь | 27    | 7    |
| 2013  | Д1       | «Шахтар» (Солігорськ) | Білорусь | 30    | 8    |
| 2014  | Д1       | «Шахтар» (Солігорськ) | Білорусь | 30    | 6    |
| 2015  | Д1       | БАТЕ                  | Білорусь | 20    | 5    |
| 2016  | Д1       | БАТЕ                  | Білорусь | 24    | 2    |

### У збірній
Станом на 10 листопада 2016 року.
| Матчі й голи за національну збірну | Матчі й голи за національну збірну | Матчі й голи за національну збірну | Матчі й голи за національну збірну | Матчі й голи за національну збірну | Матчі й голи за національну збірну | Матчі й голи за національну збірну |
| ---------------------------------- | ---------------------------------- | ---------------------------------- | ---------------------------------- | ---------------------------------- | ---------------------------------- | ---------------------------------- |
| №                                  | Дата                               | Місце проведення                   | Суперник                           | Рахунок                            | Голи                               | Змагання                           |
| 1                                  | 31 серпня 2016                     | Осло                               | Норвегія                           | 1:0                                | —                                  | Товариський матч                   |
| 2                                  | 7 жовтня 2016                      | Роттердам                          | Нідерланди                         | 1:4                                | 1                                  | кв. ЧС 2018                        |
| 3                                  | 9 листопада 2016                   | Пірей                              | Греція                             | 1:0                                | —                                  | Товариський матч                   |

Загалом: 3 матчі / 1 гол; 2 перемоги, 0 нічиїх, 1 поразка.